# Ponte Postumio
Il ponte Postumio è stato un ponte costruito a Verona in epoca romana per consentire l'attraversamento della via Postumia sul fiume Adige, andato però in rovina nel periodo medievale a seguito di alcune alluvioni.

## Origini del nome
Questo ponte ha avuto diverse denominazioni, tra cui Postumio, Militare, Emilio, Rotto e Marmoreo: Postumio o Militare, da quando si è scoperto che serviva per il collegamento della via Postumia; Emilio (pons Aemilius) in epoca rinascimentale, quando si pensava che dovesse collegare la via consolare Emilia; Rotto (pons fractus o pons ruptus) in età medievale, in quanto subì diversi danni dalle piene dell'Adige a partire dal 589, crollando definitivamente nel 1097 o nel 1153; una certa tradizione invece lo nominava come ponte Marmoreo (pons marmoreus), in opposizione quindi al ponte Pietra (pons lapideus), per sottolineare il maggior decoro del primo.

## Storia
Questo ponte, di realizzazione successiva rispetto a ponte Pietra, si è reso necessario in seguito alla pianificazione del nuovo impianto urbano della Verona romana. La maglia viaria della nuova città, situata all'interno dell'ansa del fiume, era infatti rigorosamente ortogonale e ciò ha provocato una rettificazione del tracciato della via Postumia, il cui percorso, all'interno delle mura cittadine, venne fatto corrispondere al decumano massimo. Ponte Pietra si trovò più a monte e quindi defilato rispetto al decumano massimo, lungo il cui asse venne pertanto costruito il nuovo Ponte Postumio. Questa fu la prima opera monumentale realizzata dopo l'impianto della nuova rete di strade e la costruzione delle mura urbiche e delle porte, edificato quindi intorno alla metà del I secolo a.C.
Il ponte subì probabilmente alcuni danni nel 589 e nel 1087, ma crollò definitivamente solo nel Basso Medioevo, nel 1097, nel 1153, nel 1154 o nel 1239, a seconda delle fonti. La maggior parte dei conci che costituiva il ponte fu lasciata nell'alveo del fiume fino a quando, nel 1662, vennero recuperati e riutilizzati nel cantiere del campanile di Santa Anastasia.
I resti delle due testate del ponte vennero riscoperti nel 1891, in occasione della costruzione dei muraglioni, alti argini in laterizio ideati a seguito dell'inondazione del 1882, e ancora oggi, in occasione dei periodi di magra del fiume, è possibile individuare le tracce delle pile.

## Descrizione
Il ponte, che constava di quattro pile e cinque arcate a sesto ribassato realizzate in materiale lapideo con tecnica costruttiva a opus quadratum, era perfettamente allineato con il decumano massimo della città e inoltre, essendo stato realizzato in un punto in cui l'alveo dell'Adige si allargava, per poi biforcare a formare un'isoletta, aveva una lunghezza decisamente superiore a quella di ponte Pietra, che si trovava circa 150 metri più a monte.
Il rinvenimento, durante la costruzione dei muraglioni nel 1891, di parti di cornice, di fregio e di numerosi tubi di piombo, lasciano pensare che il Postumio fosse maggiormente decorato rispetto al ponte Pietra e che fosse inoltre utilizzato per il passaggio delle condutture dell'acquedotto. In particolare si ritiene che potesse presentare una decorazione dorica abbastanza ricca, con triglifi e brucani, similmente alla prima Porta Leoni.

### Esplicative
1. ↑  Il decumano massimo di epoca romana corrisponde perfettamente all'asse corso Porta Borsari-corso Santa Anastasia.

### Bibliografiche
1. 1 2 3  Puppi, p. 40.
2. 1 2 3 4   Ponte Postumio, su verona.com. URL consultato il 9 luglio 2020 (archiviato il 9 luglio 2020).
3. ↑  Cavalieri Manasse, p. 4.
4. ↑  Beschi, p. 406.
5. 1 2  Cavalieri Manasse, p. 12.
6. ↑  Beschi, p. 407.
7. ↑  Beschi, pp. 407-408.